# 안다만 니코바르 제도

안다만 니코바르 제도

안다만 니코바르 제도의 문장

안다만 니코바르 제도(영어: Andaman and Nicobar Islands, 벵골어: আন্দামান ও নিকোবর দ্বীপপুঞ্জ, 타밀어: அந்தமான் நிகோபார் தீவுகள், 힌디어: अंडमान और निकोबार द्वीप, 텔루구어: అండమాన్ నికోబార్ దీవులు, 말라얄람어: ആന്തമാന്‍ നിക്കോബാര്‍ ദ്വീപുകള്‍)는 벵골만에 위치한 인도의 연방 직할지로 행정 중심지는 포트블레어이며 인구는 356,152명(2001년 기준), 면적은 8,250km2이다.
1956년 인도의 연방 직할지로 승격되었으며 안다만 제도와 니코바르 제도로 구성되어 있다. 인도네시아 아체 주에서 북쪽으로 150km 정도 떨어진 곳에 위치하고 있고 안다만해를 사이에 두고 태국, 미얀마와 떨어져 있다. 지정학적 위치로 볼 때 안다만 니코바르 제도는 남아시아가 아닌 동남아시아에 더 가까우며 중국의 하이난성이나 대만처럼 동남아시아에 포함되기도 한다.

## 원주민
안다만 제도의 원주민인 안다만족과 옹게족은 19세기 중반까지 외부 세계와 접촉하지 않고 살아온 네그리토계의 민족들로서, 20세기에 인구가 급감하여 현재는 인도 당국이 지정한 특별보호구역 속에서 생활하고 있다. 오늘날 안다만 제도 인구의 대부분은 인도 본토인이다.
니코바르 제도의 원주민은 오스트로아시아어족의 언어를 사용하는 민족들인데 현재도 니코바르 제도 인구의 과반수를 차지하고 있다. 한편 니코바르 제도 남단의 숌펜족은 다른 부족들과 달리 섬 내륙 지역에서 격리 생활을 하여 거의 미접촉부족으로 남아 있으며, 일부 학자들은 그들의 언어가 고립된 언어라고 주장하기도 한다.
양 제도의 원주민들은 지정 카스트 및 지정 부족 제도에 따라 보호받으며 살아가기도 하나, 많은 인구가 인도 문명 사회와 동화되어 살아가고 있어 오늘날까지도 전통적인 수렵채집민의 생활을 유지하고 있는 것은 소수의 부족에 불과하다.

## 같이 보기
- 안다만 제도
- 니코바르 제도